# Cá mù làn chấm hoa
Cá mù làn chấm hoa (danh pháp: Dendrochirus zebra) là một loài cá biển thuộc chi Dendrochirus trong họ Cá mù làn. Loài này được mô tả lần đầu tiên vào năm 1829.

## Từ nguyên
Không rõ ý nghĩa của từ định danh zebra, có thể là đề cập đến các vệt sọc dọc màu nâu cam và trắng xám giống như ngựa vằn ở loài cá này.

## Phân bố và môi trường sống
Cá mù làn chấm hoa có phân bố rộng khắp khu vực Ấn Độ Dương - Thái Bình Dương, được ghi nhận từ biển Đỏ và Đông Phi trải dài đến về phía đông đến quần đảo Marshall, quần đảo Samoa và Tonga, ngược lên phía bắc đến bờ nam Nhật Bản (gồm quần đảo Ogasawara), giới hạn phía nam đến Nam Phi, Úc (gồm cả đảo Lord Howe và đảo Norfolk) và quần đảo Kermadec.
Cá mù làn chấm hoa cũng được ghi nhận tại vùng biển Việt Nam, như tại đảo Lý Sơn (Quảng Ngãi), hòn Cau (Bình Thuận), bờ biển Ninh Thuận, vịnh Vân Phong và vịnh Nha Trang (Khánh Hòa), cũng bao gồm quần đảo Hoàng Sa và quần đảo Trường Sa. Ở vịnh Nha Trang thì chúng là loài cá mù làn phổ biến nhất.
Cá mù làn chấm hoa sống trên nền đá sỏi và san hô của rạn san hô, đầm phá và trong các hang hốc, được tìm thấy ở độ sâu đến ít nhất là 115 m.

## Mô tả
Chiều dài cơ thể lớn nhất được ghi nhận ở cá mù làn chấm hoa là 25 cm.
Loài này có các dải sọc màu nâu cam hoặc đỏ nâu, xen kẽ với các vạch màu sáng, trên mỗi dải sáng có các sọc nâu cam/đỏ nâu mảnh hơn. Vây lưng, vây đuôi và vây hậu môn có các đốm đen nhỏ. Vệt nâu đen trên má băng qua mắt và trên nắp mang. Vệt hình chữ T nằm ngang rõ rệt trên cuống đuôi. Tia vây ngực có tối đa là hai nhánh. Gốc vây ngực có mảng đen với nhiều chấm trắng.
Số gai ở vây lưng: 13; Số tia vây ở vây lưng: 9–11; Số gai ở vây hậu môn: 3; Số tia vây ở vây hậu môn: 5–7; Số tia vây ngực thường là 17 (ít khi là 15, 16 hoặc 18).

## Sinh học

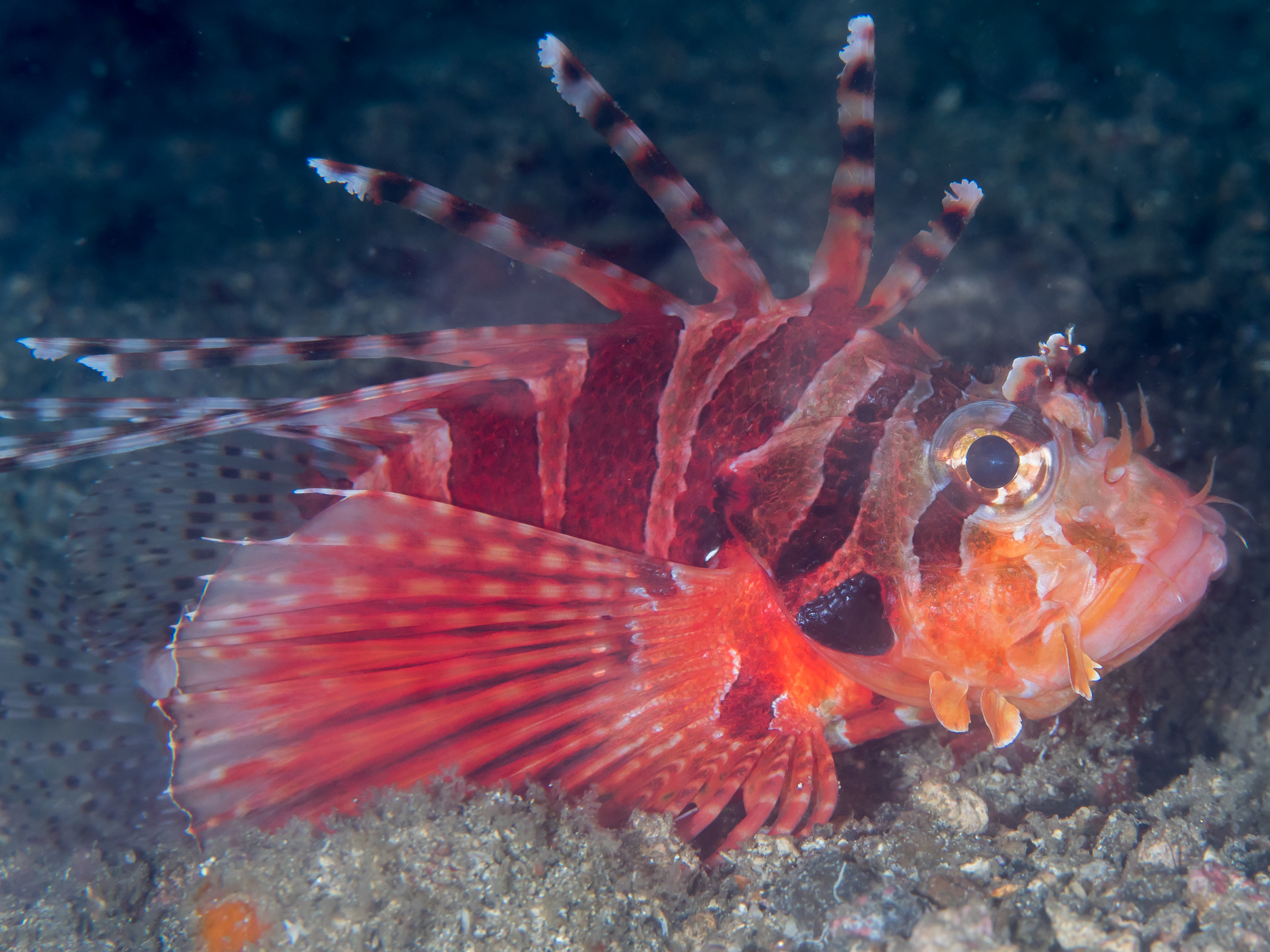
Cá mù làn chấm hoa

Trong một nghiên cứu sinh học tại vịnh Nha Trang, cá đực thuần thục sinh dục khi đạt chiều dài trên 10,6 cm, ước tính 50% cá cái trưởng thành ở chiều dài khoảng 11,3 cm. Trứng được thụ tinh có đặc điểm là hình cầu không đều, vùng quanh noãn (perivitelline) hẹp, vỏ trứng nhẵn và trong suốt, noãn hoàng đồng nhất, trong suốt và không màu, đường kính ~0,79 (0,74−0,81) mm. Một giọt lipid duy nhất có đường kính ~0,15 (0,146−0,153) mm nằm trong noãn, giọt không màu hoặc có màu hồng vàng. Trứng nở sau khoảng 25,5 giờ. Khi mới nở, chiều dài cơ thể cá bột là 1,6–1,7 mm.
Cá mù làn chấm hoa ăn động vật giáp xác nhỏ và cá, là loài phối hợp săn mồi (2–3 cá thể). Để kêu gọi sự hợp tác, chúng xòe vây để báo hiệu các cá thể đồng loài và dị loài như Pterois antennata về sự hiện diện của con mồi. Những cá thể trợ giúp sẽ dồn con mồi vào góc bằng cách căng rộng vây ngực. Những cá thể khởi xướng thường ra đòn đầu tiên vào con mồi, nhưng sau đó cả nhóm sẽ luân phiên tấn công. Kết quả cho thấy, tín hiệu mời hợp tác có thể là đặc trưng của họ Cá mù làn, vì những cá thể khác loài cũng phối hợp săn mồi thành công như những cá thể cùng loài. Không những vậy, chúng còn chia sẻ chiến lợi phẩm bắt được với các thành viên trợ giúp trong cuộc săn mồi.

## Giá trị
Cá mù làn chấm hoa được đánh bắt chủ yếu để phục vụ cho ngành buôn bán cá cảnh, ít có giá trị thương mại.